# 佩尔勒瓦德
佩尔勒瓦德（法語：Peyrelevade，法語發音：[pɛʁləvad]）是法国科雷兹省的一个市镇，位于该省东部，属于于塞勒区。

## 地理
佩尔勒瓦德（45°42'14"N, 2°3'16"E）面积66.43 平方千米，位于法国新阿基坦大区科雷兹省，该省份为法国中南部省份，北起上维埃纳省和克勒兹省，西接多爾多涅省，南至洛特省，东临多姆山省和康塔爾省。
与佩尔勒瓦德接壤的市镇（或旧市镇、城区）包括：米勒瓦什、福拉蒙塔涅、费尼耶、圣梅尔莱苏西讷、让西乌-皮日罗勒、圣瑟捷、塔尔纳克。

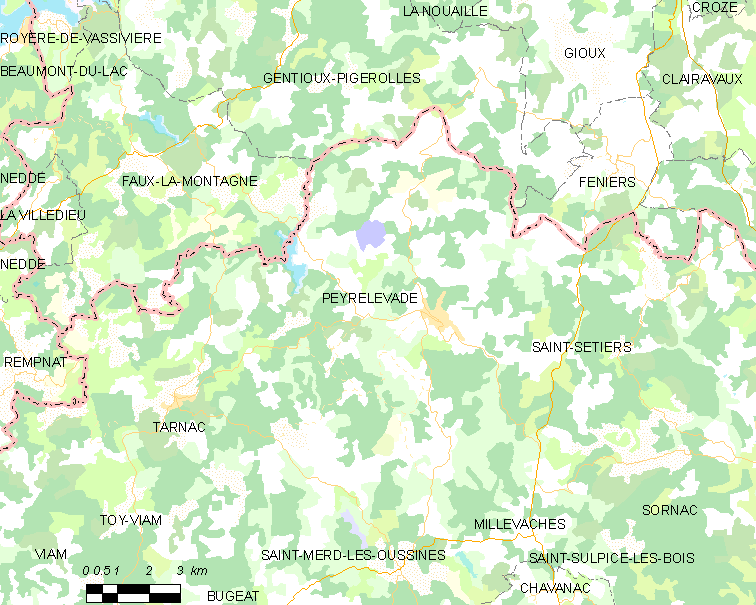
佩尔勒瓦德的OSM定位图

佩尔勒瓦德的时区为UTC+01:00、UTC+02:00（夏令时）。

## 行政
佩尔勒瓦德的邮政编码为19290，INSEE市镇编码为19164。

## 政治
佩尔勒瓦德所属的省级选区为米勒瓦什高原县。

## 人口

1962-2008年间佩尔勒瓦德人口变化图示

佩尔勒瓦德于2022年1月1日时的人口数量为831人。